# Craig Moritz
Pour les articles homonymes, voir Moritz.
Craig Moritz est un biologiste australien.

## Carrière
Durant sa thèse de doctorat à l'université nationale australienne (1980-1985), Moritz a démontré l'existence d'une reproduction parthénogénétique chez le gecko Heteronotia binoei. Il a ensuite travaillé en post-doctorat à l'université du Michigan (1985-1988) puis à l'université du Queensland (1988-2000). De 2000 à 2012, il était directeur du Museum of Vertebrate Zoology (en) et professeur à l'université de Californie. En 2012, il est devenu professeur à l'université nationale australienne, dans la division de l'évolution, d'écologie et de génétique (EEG).

## Travaux
Ses travaux vont de la biologie évolutive à l'écologie moléculaire en passant par la biogéographie, la biologie de la conservation, l'étude des phénomènes de spéciation, la parthénogenèse chez les lézards et la phylogéographie.
Il a participé à la description de plusieurs taxons, en particulier des geckos australiens mais également des amphibiens :
- Amazophrynella[3]
- Saltuarius[4]
- Phyllurus isis[5]
- Phyllurus nepthys[6]
- Phyllurus ossa[7]
- Orraya occultus[8]

## Récompenses
En 2012, il devient membre lauréat du Australian Research Council (ARC). Il est également membre de la California Academy of Sciences. 

## Hommage
L'espèce de gecko décrite en 2008 Saltuarius moritzi est nommée en son honneur pour ses contributions en phylogénétique des reptiles australiens de forêts pluviales,. Il en est de même pour Gehyra moritzi.